# Pseudoneureclipsis infantae
Pseudoneureclipsis infantae is een schietmot uit de
familie Dipseudopsidae. De soort komt voor in het Oriëntaals gebied.